# Gotra novoguineensis
Gotra novoguineensis är en stekelart som först beskrevs av Szepligeti 1916.  Gotra novoguineensis ingår i släktet Gotra och familjen brokparasitsteklar. Inga underarter finns listade i Catalogue of Life.